# Cotos
En la mitologia grega, Cotos (en grec: Κοττος; en llatí: Cottus) era un hecatonquir, gegant de cent braços i cinquanta caps, fill d'Úranos i Gea, i germà de Briàreu i Gies. Pertanyen a la mateixa generació que els ciclops, i igual que ells, ajuden els olímpics i Zeus en la seva lluita contra els titans.
Juntament amb els seus dos germans fou enviat al Tàrtar primer per Urà i després per Cronos, a qui havia ajudat a derrotar Urà, fins que foren alliberats per Zeus i lluitaren amb ell en la Titanomàquia. En acabar la guerra va establir-se a un palau al riu Oceà. Fou invocat per Tetis per ajudar Zeus quan va ser encadenat per Hera, Atena i Posidó en un intent de derrocar-lo.